# Brincadeira

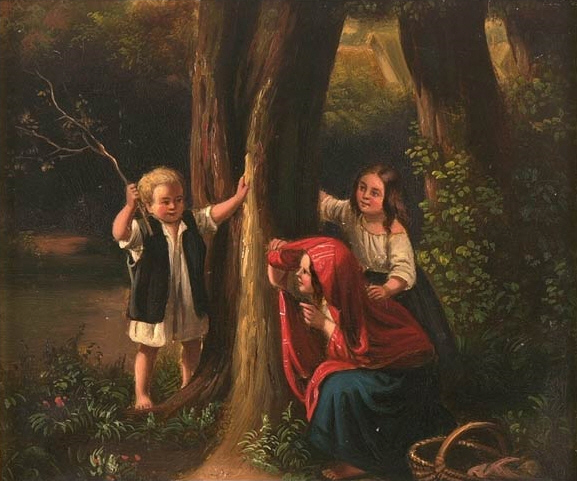
Crianças brincando de esconde-esconde em uma floresta em pintura do século XIX.

Brincadeira é a ação de brincar, de entreter, de distrair. Pode ser uma brincadeira recreativa como brincar de "esconde-esconde" ("jogar às escondidas", em Portugal) ou um gracejo, como trocadilhos ou insinuações.
| “ | O brincar é uma necessidade básica e um direito de todos. O brincar é uma experiência humana, rica e complexa. | ” |

O brincar em família pode ser a via privilegiada para se estabelecer, com o filho, interação rica que favoreça um vínculo e que contribua para o seu desenvolvimento afetivo.
A brincadeira contribui muito para o desenvolvimento da criança. Através dela, o professor estimula a autonomia de cada indivíduo. Ainda, quando a criança encontra-se no Pré-Operatório (caráter lúdico do pensamento simbólico), segundo Jean Piaget, ela é extremamente egocêntrica, centrada em si mesma e para tudo deve haver uma explicação. A brincadeira nessa etapa da educação é fundamental, pois ela passa a ter de lidar com os diferentes pontos de vista de seus colegas e tenta resolver diferentes problemas de diferentes formas, sempre com o auxílio da professora e respeitando as regras/combinados.
A importância de brincar na educação infantil é essencial e necessária, pois ajuda na construção da identidade, na formação de indivíduos  na capacidade de se comunicar com o outro, reproduzindo seu cotidiano e caracterizando o processo de aprendizagem. O ato de brincar possui uma dimensão simbólica que contribui para impulsionar o desenvolvimento infantil, pois, "nas brincadeiras, a criança tenta compreender seu mundo ao reproduzir situações da vida. Quando imita, a criança está tentando compreender".
É inquestionável a necessidade de brincar para o desenvolvimento das crianças, logo justifica-se de imediato a natureza do negócio dos brinquedos. Objetos de cultura, os brinquedos capturam e transmitem valores, ideologias, expectativas no campo campo social, sendo também uma ferramenta fundamental através das qual a criança se desenvolve fisicamente. 
Atualmente, as brincadeiras ganharam novas formas, pois os brinquedos passaram a fazer parte dos bens de consumo corrente. A oferta de brinquedos é muita nas prateleiras das lojas, o que torna mais fácil o consumo,até, porque, cada vez mais são criativos e com tecnologias avançadas. Os brinquedos tradicionais e simples estão a perder espaço nas prateleiras e categorizá-las cada vez mais é difícil.

## Brincadeiras recreativas
As brincadeiras recreativas distinguem-se por terem regras simples e flexíveis, não se necessitando de quadras, tabuleiros, instruções, treinamento, peças ou dispositivos especiais para delas se participar.
Na maioria das vezes, devido à sua simplicidade, as brincadeiras são feitas por crianças. Somente algumas, como a mímica, são, ocasionalmente, feitas, também, por adolescentes ou adultos.
A brincadeira, por ser livre de regras e objetivos pré-estabelecidos, é solta e despreocupada, o que proporciona uma certa liberdade. As crianças brincam para gastar energia e se divertirem. Na maioria das vezes, utilizam um brinquedo em seus jogos. Este brinquedo é visto pelos adultos como um objeto auxiliar da brincadeira, mas para a crianças isso vai além. Ela o vê como uma fonte de conhecimentos e um "simulador da realidade". Como exemplo, podemos citar a menina que brinca que a boneca é a sua filha.

### Uso das expressões no Brasil e em Portugal
Existem diferenças sutis de uso no Brasil e em Portugal, como as apresentadas como exemplo na tabela abaixo. No Brasil, são brincadeiras as atividades recreativas que têm regras informais e flexíveis, como o "esconde-esconde" ou o "pega-pega". Já em Portugal, o fato de haver regras faz com que uma atividade recreativa seja chamada de jogo.
| No Brasil                          | Em Portugal            |
| ---------------------------------- | ---------------------- |
| brincar de boneca                  | brincar com as bonecas |
| brincar de esconde-esconde         | jogar às escondidas    |
| brincar de pega-pega ou pique-pega | jogar à apanhada       |
| jogar bola                         | jogar à bola           |

## Brincadeiras no convívio social
O termo brincadeira é utilizado, quando se fala das relações sociais, para se designar alguma ação cujo objetivo claro é divertir. Nesse caso, incluem-se os gracejos, as piadas, os trocadilhos e outras ações do gênero.
As brincadeiras de crianças também podem ser educativas. Brincadeiras com regras pré-estabelecidas e com objetivos estimulam a responsabilidade e a disciplina, entre outros valores, sem que, no entanto, as crianças se sintam obrigadas a cumprir necessariamente essas regras e objetivos. A noção aprendida de responsabilidade irá favorecer o seu convívio na sociedade.
Além do conhecimento adquirido de maneira espontânea, as brincadeiras trazem vantagens em todas as etapas da vida das crianças. O desenvolvimento da criatividade e da coordenação motora e o estímulo da imaginação e das habilidades das crianças podem ser trabalhadas nas brincadeiras independente da faixa etária das crianças.
Chama-se de brincadeira de mau gosto àquela em que quem a faz procura fazer graça às custas de outro, que pode estar presente ou não. Pode, ainda, se referir a citação jocosa de situações que deveriam ser levadas a sério, geralmente merecedoras de pena ou reflexão.